# Škoda 8Tr

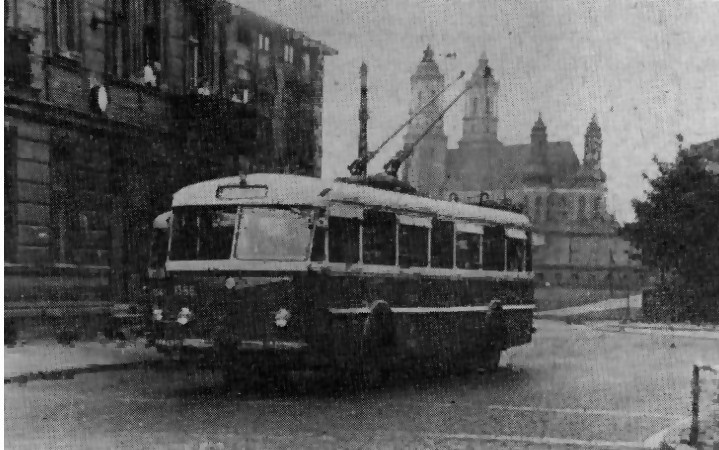
Škoda 8Tr w Poznaniu, 1961 r.

Škoda 8Tr – typ czechosłowackiego trolejbusu. Był produkowany od połowy lat 50. do początku 60. lat XX wieku przez zakład Škoda (wówczas pod nazwą Závody Vladimíra Iljiče Lenina) w Pilźnie a później w Ostrovie (od roku 1960).

## Konstrukcja
Trolejbus 8Tr konstrukcyjnie wywodzi się od swojego poprzednika – Škody 7Tr. Jedyną różnicą pomiędzy tymi wozami była moc silnika. Był to dwuosiowy pojazd z samonośną karoserią. Po prawej stronie umieszczono dwoje (tylko niektóre pojazdy na eksport) lub troje drzwi harmonijkowych.

## Prototyp
Prototyp wozu 8Tr powstał w 1955 roku. Był testowany w Kairze. Następnie, między 1956 i 1957 uczestniczył w testach porównawczych z trolejbusami dwuosiowymi i trójosiowymi w Pradze. W 1957 roku został przeniesiony do Mariańskich Łaźni, gdzie służył w regularnej komunikacji (otrzymał numer taborowy 7). Używany był do 1975 roku, kiedy to został sprzedany do Pilzna. Następnie został zezłomowany.

## Dostawy
W latach 1956–1961 wyprodukowano w 12 seriach łącznie 742 egzemplarze.
| Państwo                              | Miasto                       | Lata dostaw    | Liczba | Numery taborowe            | Uwagi                          |       |
| ------------------------------------ | ---------------------------- | -------------- | ------ | -------------------------- | ------------------------------ | ----- |
| Republika Czechosłowacka (1948–1960) | Bratysława                   | 1957–1961      | 57     | 135–191                    |                                | [ 1 ] |
| Republika Czechosłowacka (1948–1960) | Brno                         | 1957–1960      | 11     | 32–42                      |                                | [ 2 ] |
| Republika Czechosłowacka (1948–1960) | Cieplice                     | 1957–1959      | 13     | 101–103, 110, 111, 113–115 |                                | [ 2 ] |
| Republika Czechosłowacka (1948–1960) | Czeskie Budziejowice         | 1957–1960      | 16     | 3, 14, 17, 34, 36, 37–47   |                                | [ 2 ] |
| Republika Czechosłowacka (1948–1960) | Děčín                        | 1957–1960      | 7      | 1, 3, 4, 7, 20–22          |                                | [ 2 ] |
| Republika Czechosłowacka (1948–1960) | Hradec Králové               | 1957–1960      | 16     | 66–70, 72–82               |                                | [ 2 ] |
| Republika Czechosłowacka (1948–1960) | Igława                       | 1957–1960      | 6      | 6, 16–20                   |                                | [ 2 ] |
| Republika Czechosłowacka (1948–1960) | Mariańskie Łaźnie            | 1957–1960      | 4      | 6–9                        | 7 – prototyp                   | [ 2 ] |
| Republika Czechosłowacka (1948–1960) | Opawa                        | 1957–1960      | 5      | 13–17                      |                                | [ 2 ] |
| Republika Czechosłowacka (1948–1960) | Ostrawa                      | 1958–1961      | 21     | 27–47                      |                                | [ 2 ] |
| Republika Czechosłowacka (1948–1960) | Pardubice                    | 1957–1961      | 14     | 123–136                    |                                | [ 2 ] |
| Republika Czechosłowacka (1948–1960) | Pilzno                       | 1957–1959      | 28     | 162–190                    | nr 166 nie został przydzielony | [ 2 ] |
| Republika Czechosłowacka (1948–1960) | Praga                        | 1960           | 35     | 470–504                    |                                | [ 2 ] |
| Republika Czechosłowacka (1948–1960) | Preszów                      | 1960–1961      | 12     | 1–12                       |                                | [ 2 ] |
| Republika Czechosłowacka (1948–1960) | Zlín i Otrokovice            | 1957–1960      | 17     | 27–43                      |                                | [ 2 ] |
| Chiny                                | Pekin                        | 1957           | 72     | 3001-3072                  |                                |       |
| Chiny                                | Szanghaj                     |                |        |                            |                                |       |
| ZSRR                                 | Dniepropetrowsk              |                |        |                            |                                |       |
| ZSRR                                 | Kijów                        | 1960           | 22     | 110–131                    |                                |       |
| ZSRR                                 | Ryga                         | 1960–1961      | 25     | 200–224                    |                                | [ 3 ] |
| ZSRR                                 | Symferopol – Ałuszta – Jałta |                | 110    |                            |                                |       |
| ZSRR                                 | Tbilisi                      |                | 20     |                            |                                |       |
| ZSRR                                 | Wilno                        | 1960–1961      | 15     | 48–62                      |                                |       |
| NRD                                  | Drezno                       | 1958           | 1      | 174                        |                                | [ 4 ] |
| NRD                                  | Eberswalde                   | 1958–1960      | 7      | 1, 3, 4, 9, 10–12          |                                | [ 2 ] |
| NRD                                  | Erfurt                       | 1960           | 4      | 17–20                      |                                |       |
| NRD                                  | Gera                         | 1960           | 3      | 311–313                    |                                |       |
| NRD                                  | Greiz                        | 1958           | 2      | 9005, 9006                 |                                |       |
| NRD                                  | Lipsk                        | 1958–1960      | 9      | 141–49                     |                                |       |
| NRD                                  | Magdeburg                    | 1958–1960      | 6      | 1058–1063                  |                                |       |
| NRD                                  | Poczdam                      | 1958           | 7      | 11–17                      |                                |       |
| NRD                                  | Weimar                       | 1958–1960      | 7      | 11–17                      |                                |       |
| NRD                                  | Zwickau                      | 1959–1960      | 6      | 29–34                      |                                | [ 2 ] |
| Polska                               | Gdynia                       | 1957–1961      | 42     |                            |                                | [ 5 ] |
| Polska                               | Lublin                       | 1955–1961      | 44     | 500–544                    |                                | [ 6 ] |
| Polska                               | Olsztyn                      |                |        |                            |                                |       |
| Polska                               | Poznań                       | 1955–1959      | 18     |                            |                                |       |
| Polska                               | Warszawa                     | 1955–1958      | 21     | 91–111                     |                                |       |
| Polska                               | Wałbrzych                    | 1959– ?        | 39     |                            |                                |       |
| Łączna liczba:                       | Łączna liczba:               | Łączna liczba: | 742    |                            |                                |       |

Uwaga: Wykaz miast, do których dostarczono trolejbusy 8Tr, nie jest kompletny. Nie uwzględnia również miast, które otrzymały używane trolejbusy.